# Shaman (comics)
Pour les articles homonymes, voir Shaman.
Shaman est un super-héros de l'univers de Marvel Comics, créé par Chris Claremont et John Byrne. Il est apparu pour la première fois en 1979, dans Uncanny X-Men #120.

## Origine
Michael Twoyoungmen est un indien du Canada, un Sarcee, né à Calgary.
Petit-fils d'un shaman tribal, il ne croit pas en la magie et fait des études de médecine, devenant chirurgien. Il épouse Kathryn ; le couple a une fille nommée Elizabeth (alias Talisman).
Proche de la mort, le grand-père de Michael lui demande de reprendre son rôle de sorcier, mais le jeune homme refuse. Au même moment, Kathryn tombe gravement malade, sans qu'aucun remède ne puisse être trouvé. Elle décède ; Elizabeth rejette la faute sur son père. Le grand-père de Michael meurt le même jour.
Rongé par leur mort, Michael demande à des amis, les McNeils de garder et d'élever Elizabeth. Il part s'isoler dans une cabane, dans le Parc National de Banff. Là, il reçoit le crâne de son grand-père et a une vision. Peu à peu, il étudie la magie Sarcee et finit par y croire assez pour devenir le Shaman, porteur du sac mystique.
Plusieurs années plus tard, Shaman aide les dieux à donner naissance à l'hybride Harfang. Il l'éleve comme sa fille. Plus tard, James Hudson les recrute tous deux au sein de la Division Alpha.
Shaman a l'occasion quelques années plus tard de reprendre contact avec sa fille et de l'affronter. Il se voit contraint de l'emprisonner dans son sac mystique. À la suite d'une crise de doute à propos de sa foi, il perd ses pouvoirs. Reprenant pied, il parvient à invoquer les esprits. Il reçoit alors un bâton mystique et un bandeau tribal.
Il affronte plus tard sa propre fille, corrompue par son pouvoir et sa haine paternelle, et Pestilence, un docteur gelé pendant un siècle dans les glaces du Canada. Il est alors contraint de reprendre la tiare à sa fille et de devenir le nouveau Talisman.

## Pouvoirs
Shaman dispose de pouvoirs magiques qu'il exerce par l'intermédiaire de son sac mystique. Il peut faire apparaître divers objets magiques et potions grâce à ce sac.